# Harpa harpa
Harpa harpa, tên tiếng Anh: true harp, là một loài ốc biển, là động vật thân mềm chân bụng sống ở biển thuộc họ Harpidae, họ ốc đàn.

## Hình ảnh

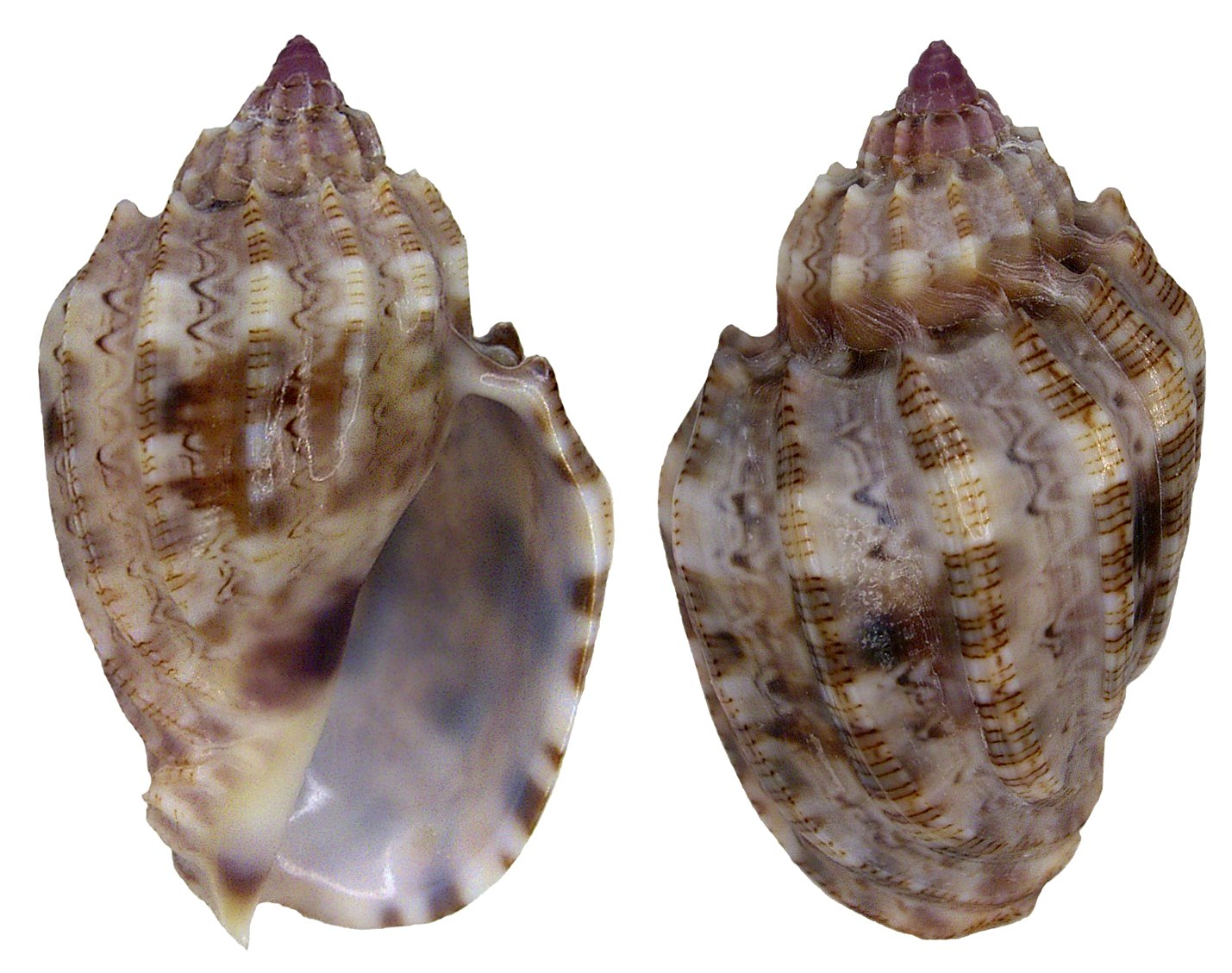
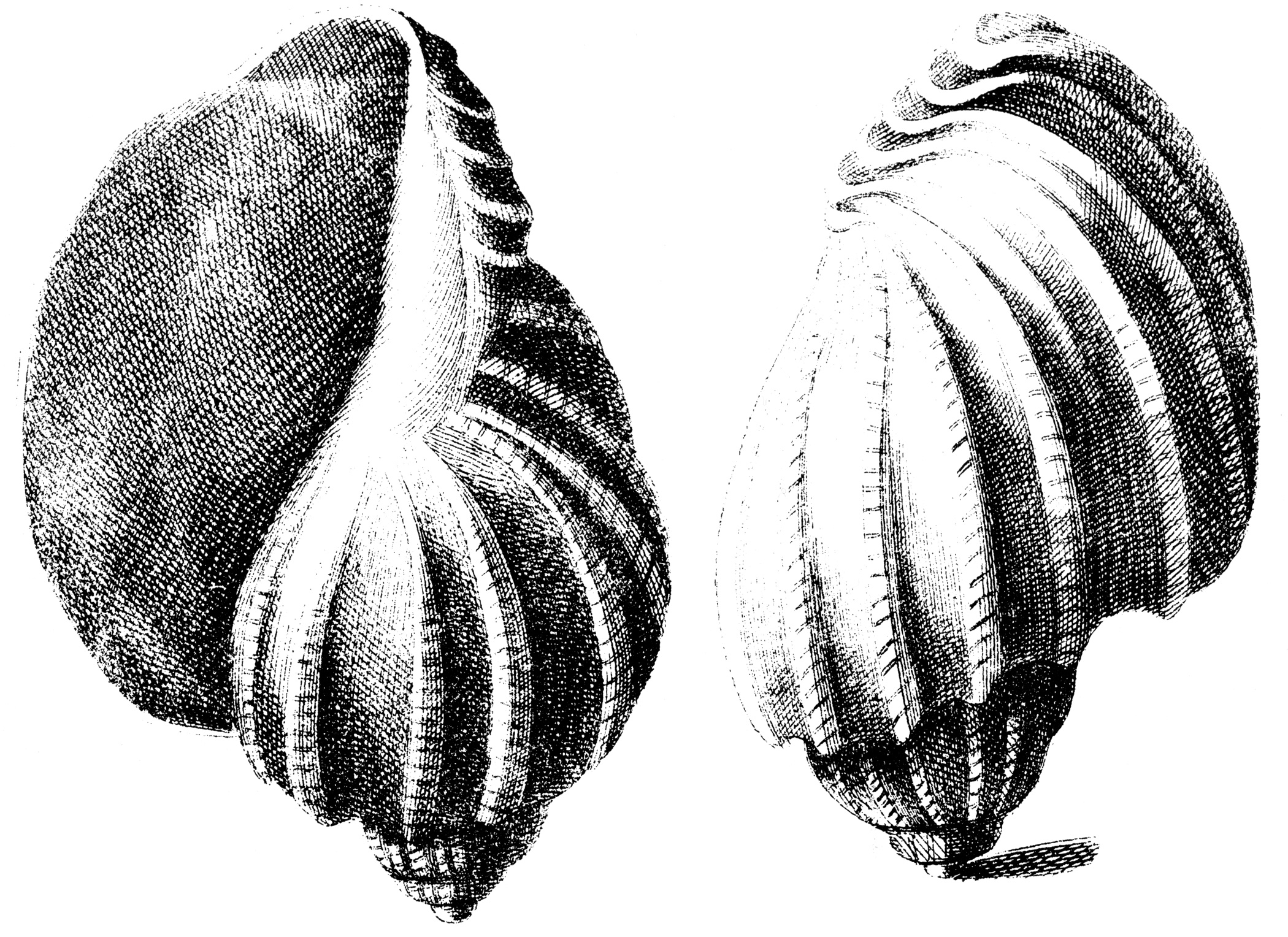
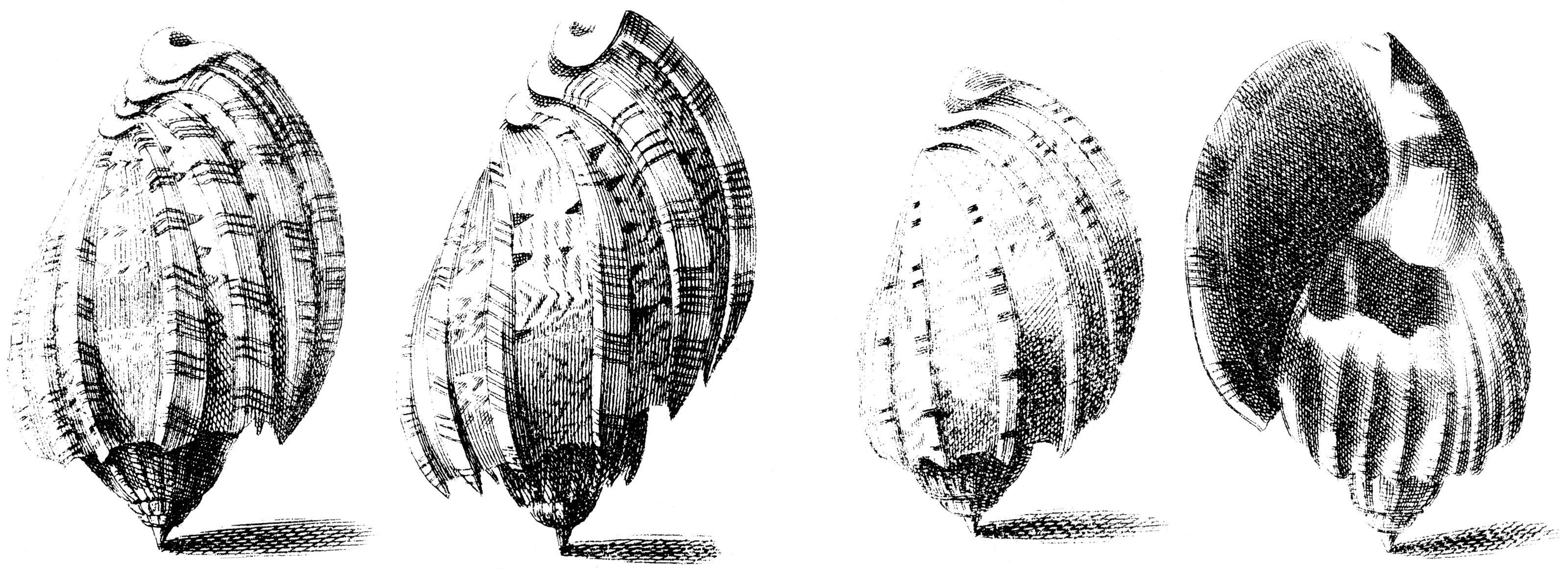
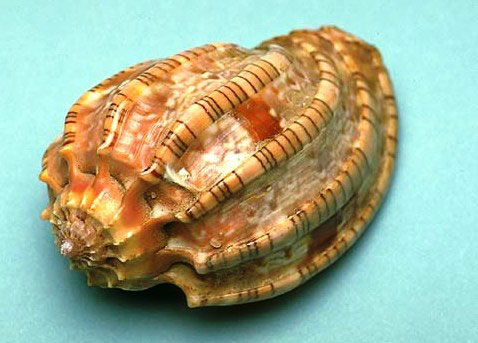